# Lepidium divaricatum
Lepidium divaricatum är en korsblommig växtart som beskrevs av William Aiton. Lepidium divaricatum ingår i släktet krassingar, och familjen korsblommiga växter.

## Underarter
Arten delas in i följande underarter:
- L. d. divaricatum
- L. d. trifurcum